# Tarján-patak (Gyöngyös)
A Tarján-patak a Mátrában ered, Gyöngyöstarján északnyugati határában, Heves vármegyében, mintegy 470 méteres tengerszint feletti magasságban. A patak forrásától kezdve déli irányban halad, majd Gyöngyösnél éri el a Gyöngyös-Rédei-víztárolót.

## Állatvilága
A patak halfaunáját a következő halak alkotják: domolykó (Leuciscus cephalus), kurta baing* (Leucaspius delineatus), küsz (Alburnus alburnus), ponty* (Cyprinus carpio), kínai razbóra* (Pseudorasbora parva). A megcsillagozott halfajok a huszadik század során korábban végzett kutatások során kerültek elő, míg a patak legutóbbi felmérése során már nem sikerült jelenlétüket kimutatni.

## Part menti települések
A patak partjai mentén több, mint 33 000 fő él.
- Gyöngyöstarján
- Gyöngyös